# 1928 au Maroc
Chronologie du Maroc
- 1924
- 1925
- 1926
- 1927
- 1928
- 1929
- 1930
- 1931
- 1932

Cet article présente les faits marquants de l'année 1928 au Maroc ou relatifs au Maroc.

## Événements
- Effectifs militaires français au Maroc : 86 017 [1].